# Mistrovství světa v rychlostní kanoistice 2014

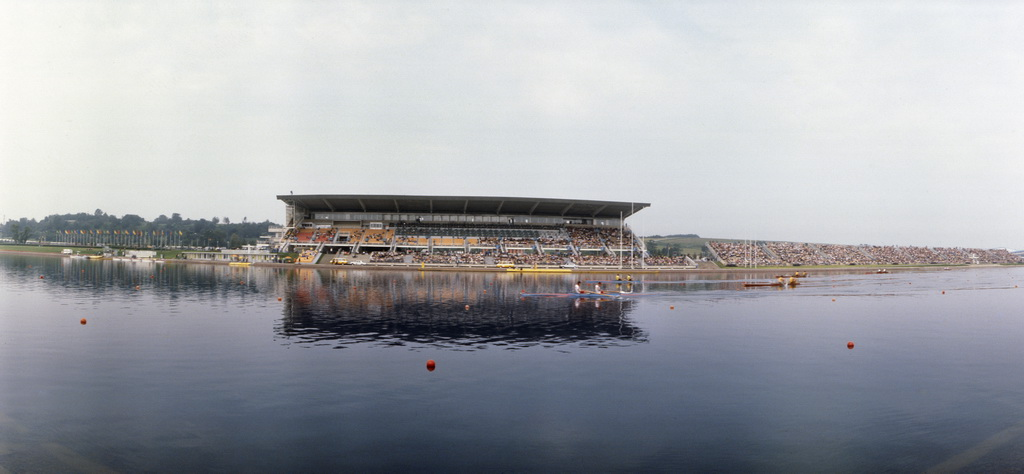
Veslařský kanál "Krylatskoje" v Moskvě

Mistrovství světa v rychlostní kanoistice 2014 se konalo v ruské Moskvě od 6. do 10. srpna 2014.

## Dějiště
Závody se odehrávaly ve veslařském a kanoistickém areále "Krylatskoje" na západním okraji Moskvy. Kanál a areál byly vybudovány v roce 1973, kdy se zde konalo Mistrovství Evropy ve veslování. Konaly se zde též veslařské soutěže Letních olympijských her 1980. Délka kanálu je 2300 m, šířka hlavního kanálu je 125 m, šířka návratného kanálu 75 m. Hloubka se pohybuje mezi 3 a 3,5 m.

## Česká účast
Nominováno bylo celkem 21 závodníků (16 mužů a 5 žen). Stříbro z předchozího MS 2013 obhajoval mužský čtyřkajak ve složení Josef Dostál, Daniel Havel, Jan Štěrba, Lukáš Trefil. Na dvě bronzové medaile chtěla navázat deblkánoe Jaroslav Radoň, Filip Dvořák.
Mistrovství světa bylo pro české reprezentanty jedním z nejúspěšnějších v historii, když vybojovali celkem čtyři medaile, z toho dvě zlaté, obě navíc na olympijských tratích. Mistrem světa se stal kajakář Josef Dostál na trati K1 – 1000 m, druhou zlatou medaili přidal čtyřkajak Josef Dostál, Daniel Havel, Jan Štěrba, Lukáš Trefil na trati K4 – 1000 m. Kanoista Martin Fuksa vybojoval stříbro na olympijské trati C1 – 1000 m, na neolympijské trati C1 – 500 m pak přidal bronz.
Muži 
| Trať         | Posádka                                                      | Výsledek         | Reference |
| C1 – 200 m   | Martin Egermaier                                             | 7.               | [ 2 ]     |
| C1 – 500 m   | Martin Fuksa                                                 | Bronzová medaile | [ 2 ]     |
| C1 – 1000 m  | Martin Fuksa                                                 | Stříbrná medaile | [ 1 ]     |
| C1 – 5000 m  | Václav Dubský                                                | 6.               | [ 1 ]     |
| C2 – 500 m   | Jaroslav Radoň, Filip Dvořák                                 | finále B – 1.    | [ 4 ]     |
| C2 – 1000 m  | Jaroslav Radoň, Filip Dvořák                                 | 5.               | [ 2 ]     |
| C4 – 1000 m  | Vojtěch Ruso, Tomáš Janda, Václav Dubský, Radek Miškovský    | 7.               | [ 1 ]     |
| C1 – 4×200 m | Martin Egermaier, Radek Miškovský, Tomáš Janda, Vojtěch Ruso | rozjížďka – 5.   | [ 2 ]     |
| K1 – 200 m   | Filip Šváb                                                   | finále C – 1.    | [ 2 ]     |
| K1 – 500 m   | Jakub Špicar                                                 | finále B – 3.    | [ 2 ]     |
| K1 – 1000 m  | Josef Dostál                                                 | Zlatá medaile    | [ 1 ]     |
| K1 – 5000 m  | Pavel Davídek                                                | 14.              | [ 1 ]     |
| K2 – 1000 m  | Jakub Adam, Pavel Davídek                                    | finále C – 2.    | [ 1 ]     |
| K4 – 1000 m  | Josef Dostál, Daniel Havel, Jan Štěrba, Lukáš Trefil         | Zlatá medaile    | [ 2 ]     |
| K1 – 4×200 m | Filip Šváb, Josef Dostál, Jan Štěrba, Daniel Havel           | rozjížďka – 6.   | [ 2 ]     |

Ženy 
| Trať         | Posádka                                                              | Výsledek      | Reference |
| C1 – 200 m   | Jana Ježová                                                          | 5.            | [ 2 ]     |
| K1 – 500 m   | Anna Kožíšková                                                       | finále C – 3. | [ 2 ]     |
| K1 – 5000 m  | Anna Kožíšková                                                       | nedokončila   | [ 1 ]     |
| K2 – 200 m   | Lucie Matoušková, Jana Šebestová                                     | fimále B – 6. | [ 2 ]     |
| K4 – 500 m   | Lucie Matoušková, Jana Šebestová, Michaela Mlezivová, Anna Kožíšková | finále B – 9. | [ 1 ]     |
| K1 – 4×200 m | Jana Šebestová, Michaela Mlezivová, Lucie Matoušková, Anna Kožíšková | nestartovaly  |           |

## Medailisté

### Muži

#### Kánoe
| Soutěž              | Zlato                                                           | Zlato     | Stříbro                                                                     | Stříbro   | Bronz                                                  | Bronz     |
| C–1 200 m           | Jurij Čeban                                                     | 38.137    | Alexej Korovaškov                                                           | 38.143    | Jevgenij Šuklin                                        | 38.423    |
| C–1 500 m           | Isaquias Queiroz                                                | 1:47.916  | Sebastian Brendel                                                           | 1:49.433  | Martin Fuksa                                           | 1:49.726  |
| C–1 1000 m          | Sebastian Brendel                                               | 3:44.578  | Martin Fuksa                                                                | 3:48.180  | Attila Vajda                                           | 3:49.296  |
| C–1 5000 m          | Sebastian Brendel                                               | 23:09.973 | Attila Vajda                                                                | 23:11.057 | Pavel Petrov                                           | 23:18.224 |
| C–2 200 m           | Alexej Korovaškov Ivan Štyl                                     | 35.350    | Stefan Holtz Robert Nuck                                                    | 35.706    | Isaquias Queiroz Erlon Silva                           | 36.064    |
| C–2 500 m           | Alexej Korovaškov Ivan Štyl                                     | 1:35.829  | Alexandru Dumitrescu Victor Mihalachi                                       | 1:38.381  | Rolexis Baez Serguey Torres                            | 1:39.385  |
| C–2 1000 m          | Alexandru Dumitrescu Victor Mihalachi                           | 3:28.340  | Henrik Vasbányai Róbert Mike                                                | 3:28.690  | Yul Oeltze Ronald Verch                                | 3:30.442  |
| C–4 1000 m          | Rasul Išmuhamedov Viktor Melantěv Ilja Pervuchin Kiril Šamšurin | 3:10.701  | Dzianis Harazha Dzmitry Rabchanka Dzmitry Vaitsishkin Aleksandr Vauchetskiy | 3:13.420  | Tamás Kiss Pál Sarudi Dávid Varga András Vass          | 3:13.498  |
| C–1 4×200 m štafeta | Alexej Korovaškov Andrej Kraitor Nikolaj Lipkin Ivan Štyl       | 2:43.602  | Jurij Čeban Vitalij Goliuk Oleksandr Maksimčuk Vadim Tsipan                 | 2:48.629  | Jonatán Hajdú Dávid Korisánszky Ádám Lantos Péter Nagy | 2:50.046  |

#### Kajak
| Soutěž              | Zlato                                              | Zlato     | Stříbro                                                      | Stříbro   | Bronz                                                  | Bronz     |
| K–1 200 m           | Mark de Jonge                                      | 33.961    | Petter Menning                                               | 34.088    | Ed McKeever Saúl Craviotto                             | 34.270    |
| K–1 500 m           | René Holten Poulsen                                | 1:39.190  | Bence Dombvári                                               | 1:39.351  | Marcus Cooper Walz                                     | 1:39.692  |
| K–1 1000 m          | Josef Dostál                                       | 3:25.092  | Miroslav Kirčev                                              | 3:26.409  | René Holten Poulsen                                    | 3:26.482  |
| K–1 5000 m          | Ken Wallace                                        | 20:12.981 | Max Hoff                                                     | 20:14.004 | Cyrille Carré                                          | 20:14.562 |
| K–2 200 m           | Nebojša Grujić Marko Novaković                     | 30.500 WR | Tom Liebscher Ronald Rauhe                                   | 30.606    | Maxime Beaumont Sébastien Jouve                        | 30.884    |
| K–2 500 m           | Erik Vlček Juraj Tarr                              | 1:28.187  | Rudolf Dombi Gergely Boros                                   | 1:28.203  | Raman Piatrushenka Vadzim Makhneu                      | 1:29.292  |
| K–2 1000 m          | Erik Vlček Juraj Tarr                              | 3:08.784  | Ken Wallace Lachlan Tame                                     | 3:09.637  | Marko Tomićević Vladimir Torubarov                     | 3:09.857  |
| K–4 1000 m          | Daniel Havel Lukáš Trefil Josef Dostál Jan Štěrba  | 2:46.724  | Fernando Pimenta João Ribeiro Emanuel Silva David Fernandes  | 2:46.939  | Zoltán Kammerer Dávid Tóth Tamás Kulifai Dániel Pauman | 2:48.039  |
| K–1 4×200 m štafeta | Miklós Dudás Dávid Hérics Bence Nádas Sándor Tótka | 2:24.193  | Maxime Beaumont Étienne Hubert Arnaud Hybois Sébastien Jouve | 2:24.348  | Liam Heath Ed McKeever Kristian Reeves Jon Schofield   | 2:24.972  |

### Ženy

#### Kánoe
| Soutěž    | Zlato                               | Zlato    | Stříbro                             | Stříbro  | Bronz                                 | Bronz    |
| C–1 200 m | Laurence Vincent-Lapointe           | 46.419   | Stanilija Stamenovová               | 46.977   | Valdenice Conceicao Do Nascimento     | 47.099   |
| C–2 500 m | Zsanett Lakatosová Kincső Takácsová | 2:03.152 | Daryna Kastsiuchenka Kamila Bobrova | 2:04.562 | Natalia Marasanová Olesia Romašenková | 2:06.719 |

#### Kajak
| Soutěž              | Zlato                                                                     | Zlato     | Stříbro                                                                         | Stříbro   | Bronz                                                                  | Bronz     |
| K–1 200 m           | Lisa Carringtonová                                                        | 37.898 WR | Marta Walczykiewiczová                                                          | 38.814    | Nikolina Moldovanová                                                   | 39.416    |
| K–1 500 m           | Danuta Kozáková                                                           | 1:49.283  | Lisa Carringtonová                                                              | 1:49.790  | Bridgitte Hartley                                                      | 1:50.496  |
| K–1 1000 m          | Teneale Hattonová                                                         | 3:49.423  | Tamara Csipesová                                                                | 3:49.474  | Dalma Ružičićová-Benedeková                                            | 3:49.780  |
| K–1 5000 m          | Louisa Sawersová                                                          | 23:10.957 | Maryna Pautaran                                                                 | 23:15.158 | Renáta Csayová                                                         | 23:21.060 |
| K–2 200 m           | Anna Kárászová Ninetta Vadová                                             | 35.869    | Franziska Weberová Tina Dietzeová                                               | 35.986    | Marharyta Tsishkevich Maryna Litvinchuk                                | 36.217    |
| K–2 500 m           | Gabriella Szabóová Tamara Csipesová                                       | 1:39.935  | Nikolina Moldovanová Olivera Moldovanová                                        | 1:40.480  | Karolina Najová Beata Mikołajczyková                                   | 1:41.337  |
| K–2 1000 m          | Henriette Engelová Hansenová Emma Jørgensenová                            | 3:33.784  | Aleksandra Grishina Sofiya Yurchanka                                            | 3:35.818  | Erika Medveczká Alíz Sarudiová                                         | 3:35.949  |
| K–4 500 m           | Anna Kárászová Danuta Kozáková Gabriella Szabóová Ninetta Vadová          | 1:28.219  | Edyta Dzieniszewská Beata Mikołajczyková Karolina Najová Marta Walczykiewiczová | 1:28.942  | Volha Khudzenka Nadzeya Papok Maryna Pautaran Marharyta Tsishkevich    | 1:29.585  |
| K–1 4×200 m štafeta | Edyta Dzieniszewska Karolina Naja Marta Walczykiewicz Ewelina Wojnarowska | 2:47.793  | Natalia Lobová Anastasia Pančenková Natalia Podolská Jelena Těrechovová         | 2:48.833  | Maryna Pautaran Volha Khudzenka Marharyta Tsishkevich Sofiya Yurchanka | 2:49.762  |

## Medailová tabulka zemí
| Pořadí | Země               | Zlato | Stříbro | Bronz | Celkem |
| 1      | Maďarsko           | 6     | 5       | 6     | 17     |
| 2      | Rusko              | 4     | 2       | 2     | 8      |
| 3      | Německo            | 2     | 5       | 1     | 8      |
| 4      | Česko              | 2     | 1       | 1     | 4      |
| 5      | Nový Zéland        | 2     | 1       | 0     | 3      |
| 6      | Dánsko             | 2     | 0       | 1     | 3      |
| 7      | Kanada             | 2     | 0       | 0     | 2      |
| 7      | Slovensko          | 2     | 0       | 0     | 2      |
| 9      | Polsko             | 1     | 2       | 1     | 4      |
| 10     | Srbsko             | 1     | 1       | 3     | 5      |
| 11     | Austrálie          | 1     | 1       | 0     | 2      |
| 11     | Rumunsko           | 1     | 1       | 0     | 2      |
| 11     | Ukrajina           | 1     | 1       | 0     | 2      |
| 14     | Brazílie           | 1     | 0       | 2     | 3      |
| 14     | Spojené království | 1     | 0       | 2     | 3      |
| 16     | Bělorusko          | 0     | 4       | 4     | 8      |
| 17     | Bulharsko          | 0     | 2       | 0     | 2      |
| 18     | Francie            | 0     | 1       | 2     | 3      |
| 19     | Portugalsko        | 0     | 1       | 0     | 1      |
| 19     | Švédsko            | 0     | 1       | 0     | 1      |
| 21     | Španělsko          | 0     | 0       | 2     | 2      |
| 22     | Kuba               | 0     | 0       | 1     | 1      |
| 22     | Litva              | 0     | 0       | 1     | 1      |
| 22     | Jižní Afrika       | 0     | 0       | 1     | 1      |
| Celkem | Celkem             | 29    | 29      | 30    | 88     |